# ロゴーヌ川
ロゴーヌ川（ロゴーヌがわ、フランス語: Logone）またはロゴン川（ロゴンがわ）はチャドの河川。水源は中央アフリカ共和国西部にあり、ここから北流してチャド南部を流れ、チャドとカメルーンの国境をなしながらンジャメナでシャリ川へと注ぐ。シャリ川最大の支流であり、ロゴーヌ川自体もペンデ川やムベレ川といった支流を持つ。
ロゴーヌ川流域は降水量が多く、中流域には肥沃な土壌が広がっているため、ソルガムを中心に、トウジンビエや落花生などが栽培され、チャドの穀倉地帯となっている。またロゴーヌ川流域はチャドの綿花栽培の中心地であるほか、中下流域には多く存在する湿地帯ではフランス植民地期以降稲作が導入され、重要な作物となっている。流域の中心都市は中流域のムンドゥであり、増水期には下流からここまでは航行が可能となる。
中下流域にはアフリカオウギヤシ、ヒロハフサマメノキなどの植物が生え、カンムリヅル、ツメバガン、リュウキュウガモ属などの旧北区西部およびエチオピア区の渡り鳥およびゾウ、ダチョウ、キリン、ライオンなどが生息している。チャド国内のシャリ川との間の土地と下流部西側のカメルーン北部のマガ・ダムおよびワザ国立公園一帯の氾濫原はラムサール条約登録地である。
チャド領内のロゴーヌ川流域はキリスト教徒やアニミストの多いチャド最大民族・サラ人が主に居住している。